# Grauer Kuskus
Der Graue Kuskus (Phalanger orientalis), auch als Nördlicher Grauer Kuskus oder Wollkuskus bezeichnet, ist ein Kletterbeutler aus der Gattung der Kuskus (Phalanger), dessen Verbreitungsgebiet sich von Timor und den Molukken über das nördliche Neuguinea und nahegelegene Inseln bis zum Bismarck-Archipel und den Salomonen erstreckt.

## Merkmale
Der Graue Kuskus ist allgemein ein großer Kuskus mit einem kurzen, harten Fell und einem dunklen Mittelstreifen auf dem Rücken. Die Fellfarbe ist variabel, aber die Weibchen besitzen immer eine weiße Schwanzspitze. Der Bauch ist allgemein weiß. Tiere von den Kei-Inseln und Buru sind komplett weiß. Exemplare von Sanana besitzen ein rötlichbraunes Fell (einschließlich des Bauches). Männliche Graue Kuskus von Neuguinea sind schmutzigweiß, die Weibchen rötlich oder braun und die Jungen rötlich oder grau.
Auf Guadalcanal kommen in den nördlichen trockeneren Gebieten sowohl graue als auch weiße Exemplare vor, dagegen im feuchten Süden der Insel ausschließlich schwarze und dunkelbraune Tiere. Die größten Exemplare sind im Westen zu finden (Timor und die Molukken), wo die Männchen fast fünf Kilogramm wiegen können, die kleinsten auf Nissan und den südlichen Salomonen, wo die erwachsenen Tiere häufig nur ein Gewicht von ungefähr einem Kilogramm erreichen. Die Kopf-Rumpflänge der Exemplare von Neuirland und Neuguinea beträgt 377 bis 472 Millimeter, die Schwanzlänge 278 bis 425 Millimeter, die Hinterfußlänge 40 bis 61,9 Millimeter, die Ohrenlänge 21 bis 29 Millimeter und das Gewicht 1600 bis 3500 Gramm.

## Verbreitung und Lebensraum

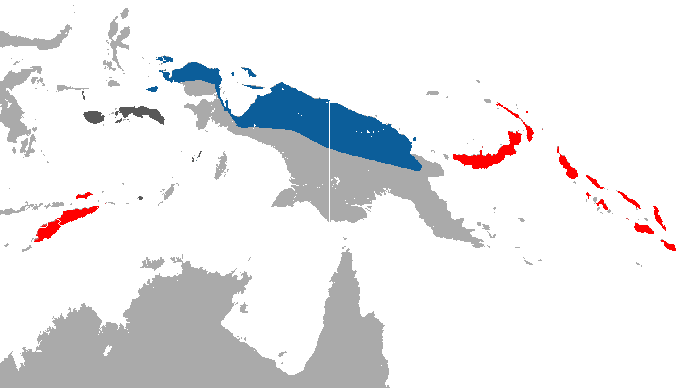
Verbreitungskarte des Grauen Kuskus grau: nicht sicher, dunkel-türkis: natürliches Vorkommen, rot: eingeführt

Auf einem großen Teil der Inseln, wo der Graue Kuskus heute vorkommt, wurde er möglicherweise eingeführt. Zwei ähnliche Arten aus Südwest- und Südost-Neuguinea sowie von der Kap-York-Halbinsel in Australien, Phalanger mimicus und Phalanger intercastellanus, sind lange Zeit als Unterarten des Grauen Kuskus angesehen worden. Am Mount Karimui auf Papua-Neuguinea kommen zwei verwandte, bisher unbeschriebene Arten vor.
Der Graue Kuskus wird in zwei Unterarten unterteilt: P. o. breviceps (THOMAS, 1888) vom Bismarck-Archipel und von den Salomonen und P. o. orientalis (sensu stricto) von Neuguinea, den Molukken und Timor. Die Inseln rund um Neuguinea, auf denen der Graue Kuskus nachgewiesen wurde, sind Ambon, Bagabag, die Banda-Inseln, Batanta, Biak-Supiori, Bougainville, Buka, Buru, Seram, Choiseul, Gorom, Guadalcanal, Yapen, Karkar, die Kai-Inseln, Koil, Long, Malaita, Misool, Mioko, Neubritannien, New Georgia, Neuirland, Nissan, Numfoor, die Russell-Inseln, Salawati, Sanana, Makira, Santa Isabel, Saparua, Su Mios, Umboi, Vella Lavella, Vokeo und Waigeo. Auf Neuguinea kommt der Graue Kuskus bis in Höhenlagen von 1500 m NN vor. Das Tier ist wahrscheinlich vor 20.000 oder 10.000 Jahren nach Neuirland, vor 6000 Jahren nach Timor und auf die Salomonen und zu einer unbekannten Zeit auf die Molukken (z. B. Seram, Buru, Sanana und die Kai-Inseln) eingeführt worden. Der Graue Kuskus stellt nur geringe Ansprüche an seinen Lebensraum: Er kommt häufig in Regenwäldern vor, aber auch und vor allem in Gärten und in anderen durch Menschen gestörten Gebieten. Gelegentlich wird er als Heimtier gehalten.

## Lebensweise und Nahrung

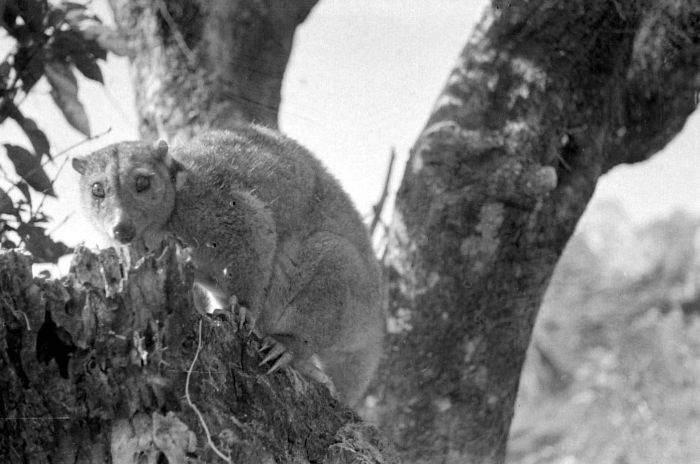
Ein Grauer Kuskus auf Timor

Der Graue Kuskus ist ein einzelgängerisches nachtaktives Tier, das sich tagsüber in einer Baumhöhle aufhält. Die Paarungszeit ist wahrscheinlich das ganze Jahr über. Nach einer Tragzeit von 13 Tagen bekommen die Weibchen pro Wurf ein bis drei Junge, die bei der Geburt weniger als ein Gramm wiegen. Die Nahrung besteht aus Früchten, Blättern, Blüten, Knospen und Bast. Fressfeinde sind Schlangen, Raubbeutler und auf den Salomonen der Salomonenseeadler.